# Янчар, Кшиштоф
Кшиштоф Янчар (пол. Krzysztof Janczar; род. 7 января 1950, Варшава, Польша) — польский актёр. Дебютировал в подростковом возрасте в одной из главных ролей в сериале «Домашняя война» (1965). Сын актёра Тадеуша Янчара.

## Биография
Кшиштоф Янчар родился 7 января 1950 года в Варшаве в семье театрального режиссёра Эльжбеты Хабих и актёра Тадеуша Янчара. Вскоре после его рождения родители расстались, а затем развелись и будущий актёр жил с дедушкой и бабушкой по материнской линии. С отцом Кшиштоф виделся нечасто: в их редкие встречи Тадеуш водил сына с собой в театр, где у мальчика появилась тяга к актёрскому ремеслу. Учился в 1-м муниципальном мужском профессиональном училище им. Михала Конарского, где получил профессию токаря. На протяжении шести лет посещал секцию бокса в клубе «Гвардия».
В 1974 году окончил Высшую государственную школу кинематографа, телевидения и театра имени Леона Шиллера.
В 1981-1991 годах проживал в США, в городах Нью-Йорк и Лос-Анджелес. Под псевдонимом Кристофер Янчар снялся в нескольких американских фильмах. Наиболее известной его работой в этот период стала роль советского морского офицера, старшего помощника Андрея Боновия в фильме« Охота за „Красным Октябрём”» (1990).
В 2021 году был награждён золотым Крестом Заслуги.

## Фильмография
| Год       |   | Русское название            | Оригинальное название    | Роль                            |
| --------- | - | --------------------------- | ------------------------ | ------------------------------- |
| 1965—1966 | с | Домашняя война              | Wojna domowa             | Павел Янковский                 |
| 1979      | ф | Кунг-фу                     | Kung-fu                  | Кшиштоф, ученик Ирены           |
| 1981      | ф | Человек из железа           | Człowiek z żelaza        | «Крыска»                        |
| 1984      | ф | Красный рассвет             | Red Dawn                 | советский солдат                |
| 1989      | ф | Вешние воды                 | Torrents of Spring       | Клюбер                          |
| 1990      | ф | Охота за «Красным Октябрём» | The Hunt for Red October | старший помощник Андрей Боновия |
| 1991      | ф | Фердидурка                  | 30 Door Key              | Лео                             |
| 1995      | ф | Полковник Квятковский       | Pułkownik Kwiatkowski    | Вацек, командир «лесных»        |
| 1996      | ф | Вечный урок                 | Urok wszeteczny          | Яцек, фотограф                  |
| 1997      | ф | Брат нашего Бога            | Brat naszego Boga        | Виктор                          |
| 2002—2011 | с | В добре и в зле             | Na dobre i na złe        | нейрохирург Малецкий            |
| 2014      | ф | Боги                        | Bogowie                  | отец пациента                   |